# Oh Land of Beauty
"O Land of Beauty!" is sinds 1983 het volkslied van Sint Kitts en Nevis. De tekst en de muziek zijn gemaakt door Kenrick Georges. Het lied uit de koloniale tijd, het Engelse volkslied God Save the King, heeft nog een officiële status bij gelegenheden die een koninklijk cachet vragen.

## Tekst
| Engels origineel O Land of Beauty! Our country where peace abounds, Thy children stand free On the strength of will and love. With God in all our struggles, St. Kitts and Nevis be A nation bound together, With a common destiny. As stalwarts we stand For justice and liberty. With wisdom and truth We will serve and honour thee. No sword nor spear can conquer For God will sure defend. His blessings shall forever To posterity extend. | Nederlandse vertaling O Land van Schoonheid! Ons land waar vrede heerst, Uw kinderen staan fier Door de kracht van wil en liefde. Met God in onze strubbelingen, Mogen St. Kitts en Nevis Samen een natie vormen, Met een gezamenlijke bestemming. Wij staan betrouwbaar Voor gerechtigheid en vrijheid. Met wijsheid en waarheid Zullen wij U dienen en eren. Geen zwaard of speer kan winnen Want God verdedigt ons. Zijn zegeningen zullen Blijven voor al onze kinderen. |